# Beohari
Beohari là một thị xã và là một nagar panchayat của quận Shahdol thuộc bang Madhya Pradesh, Ấn Độ.

## Địa lý
Beohari có vị trí 24°03′B 81°23′Đ / 24,05°B 81,38°Đ Nó có độ cao trung bình là 338 mét (1108 foot).

## Nhân khẩu
Theo điều tra dân số năm 2001 của Ấn Độ, Beohari có dân số 20.013 người. Phái nam chiếm 53% tổng số dân và phái nữ chiếm 47%. Beohari có tỷ lệ 64% biết đọc biết viết, cao hơn tỷ lệ trung bình toàn quốc là 59,5%: tỷ lệ cho phái nam là 72%, và tỷ lệ cho phái nữ là 54%. Tại Beohari, 15% dân số nhỏ hơn 6 tuổi.